# Abesinska zlatovranka
Abesínska zlatovránka (znanstveno ime Coracias abyssinica) je vrsta ptičev iz reda vpijatov (Coraciiformes). Spada v družino zlatovrank Coraciidae. Živi v celotnem območju severnotropske Afrike v pasu južno od Sahare v državah Mavretanija, Senegal, Gambija, Gvineja-Bissau in Sierra Leone na zahodu, Kamerun, Srednjeafriška republika, Egipt, Sudan, Demokratična republika Kongo, Uganda, Etiopija, Kenija, Somalija ter Saudova Arabija proti vzhodu. Tiste na jugu so stalne, severneje gnezdeče abesinske zlatovranke pa se med deževnim obdobjem odselijo proti jugu.
Abesinska zlatovranka je velika ptica, skoraj enake velikosti kot kavka - 28 do 30 cm. Njen hrbet je toplorjav, ostalo perje pa je večinoma svetlo modro s temnomodrimi zaključki glavnih peruti. Odrasle ptice imajo dolge (12 cm) repne praporčke. 
Njen let je živahen, odločen in premočrten, kjer se njena modrikasta krila prepletajo z rjavimi peresi, dolgi repni praporčki pa sledijo letu. Spola sta podobna, mladiči so enaki kot odrasli, vendar bolj rjavosivi.
To je običajna vrsta tople odprte pokrajine z nekaj drevesi. Privadila se je bližinam kmetij in človeškemu okolju. Te zlatovranke po navadi med prežanjem za velikimi žuželkami, s katerimi se hranijo, varno sedijo na drevesih, drogovih ali na električnih žicah kot velikanski srakoperji. Poženejo se tudi za brezvretenčarji v dim gozdnega požara. So neustrašne in se bodo spustile in zakotalile proti ljudem in drugim vsiljivcem.
Obnaša se kot priba, v letu pa vijuga in se obrača. Veliko vrst izvaja pravo akrobatsko letenje, kar je dalo družini tudi angleško ime »roller«. Gnezdi brez podlag na drevesih ali v zgradbah in znese do tri do šest jajc. 
Oglaša se z rezkim »gak«, glasom podobnim vranjemu ali z vreščečim »aaaargh«. 